# Hapi (syn Horusa)
Hapi, czasem zapisywane jako Hapy – bóg starożytnego Egiptu, jeden z czterech synów Horusa.
Czczony, jako bóg chroniący zmarłego w drodze do nieba przed wrogami, już w Starym Państwie, a od czasów Nowego Państwa przedstawiany jako człowiek z głową pawiana. Urna kanopska z Hapim chroniła płuca zmumifikowanego człowieka. Ośrodek kultu znajdował się w Buto. W Trzecim Okresie Przejściowym zmieniła się praktyka mumifikowania i zmumifikowane organy wkładano na powrót do ciała, wówczas również amulet Hapi umieszczano wewnątrz ciała. 
Hapi chroniony jest przez Neftydę. Gdy jego wyobrażenie znajduje się na bocznej ścianie trumny, jest to zazwyczaj ściana zwrócona ku północy. 
Zapis imienia bóstwa zawiera hieroglif uważany za mający związek ze sterowaniem łodzią, choć jego dokładne znaczenie nie jest znane. Z tego względu jego imię bywa łączone z nawigacją, choć wczesne odwołania nazywają go wielkim biegaczem, jak  w Zaklęciu 521 z Tekstów Sarkofagów.

Jako jeden z czterech filarów Szu i jeden z czterech sterów niebios był kojarzony z Północą, i w ten sposób określony w Zaklęciu 148 Księgi umarłych.